# 布魯諾鎮區 (巴特勒縣)
布魯諾鎮區（英語：Bruno Township）為位在美國堪薩斯州巴特勒縣的鎮區。2010年美国人口普查中該鎮區人口有14,123人。

## 歷史
布魯諾鎮區於1873年設立。

## 地理
布魯諾鎮區涵蓋面積90.84平方（35.07平方英里），境內擁有一座城鎮：安多弗。

### 墓園
根據美國地質調查局的資料，此鎮區僅有1座墓園：
- 安多弗墓園（Andover Cemetery）

### 溪流
通過此鎮區的溪流有：
- 里帕布利克溪（Republican Creek）

## 人口統計
根據2010年美國人口普查，布魯諾鎮區人口有14,123人，人口密度為155人/平方公里。種族方面，93.52%為白人；0.93%為非裔美洲人；0.62%為美洲原住民；1.64%為亞洲人；0.06%為太平洋島民；0.89%為其他種族；另外有2.34%為兩個或以上的種族。而西班牙裔美國人或拉丁美洲人佔該鎮區人口的4.45%。

## 外部連結
- City-Data.com （页面存档备份，存于）